# Embaixada do Canadá em Brasília
A Embaixada do Canadá em Brasília é a principal representação diplomática canadense no Brasil. A atual embaixadora é Jennifer May, que trabalhou em missões em Berlim, Bonn, Hong Kong, Pequim, Viena e Bangkok antes de chefiar a diplomacia canadense no Brasil, onde está desde agosto de 2019.
Está localizada na Avenida das Nações, na quadra 803, Lote 16, no Setor de Embaixadas Sul, na Asa Sul.

## História
A primeira embaixada do Canadá no Brasil foi aberta em 1944. Assim como outros países, a Canadá recebeu de graça um terreno no Setor de Embaixadas Sul na época da construção de Brasília, medida que visava a instalação mais rápida das representações estrangeiras na nova capital.
O complexo da embaixada canadense foi construído entre 1970 e 1978. O projeto é de Thompson, Berwick, Pratt and Partners, se destacando de outras embaixadas americanas por não ser de arquitetura brutalista, apenas de ainda ser uma arquitetura moderna. O prédio tem uma composição dinâmica de seus volumes ortogonais, que são unidos por caminhos de pergolados de madeira e vidro. Os arquitetos tiveram preocupação com o clima da cidade e em manter a embaixada arejada e com umidade, colocando jardins internos e espelhos d'água nos ambientes, integrados por treliças de madeira. Os jardins são assinados por Ney Ururahy Dutra, que também trabalhou em outras embaixadas, como a da Itália.

## Serviços
A embaixada realiza os serviços protocolares das representações estrangeiras, como o auxílio aos canadenses que moram no Brasil e aos visitantes vindos da Canadá e também para os brasileiros que desejam visitar ou se mudar para o país norte-americano. Mais de 36 mil brasileiros vivem no Canadá. Além da embaixada de Brasília, a Canadá conta com mais dois consulados gerais no Rio de Janeiro, e em São Paulo, um consulado honorário em Belo Horizonte, e mais três escritórios comerciais em Porto Alegre, Recife e Belo Horizonte.
Outras ações que passam pela embaixada são as relações diplomáticas com o governo brasileiro nas áreas política, econômica, cultural e científica. Os países tem parcerias em educação, ciência, agricultura, tecnologia e inovação. As trocas comerciais entre os países ficaram em 5,6 bilhões em 2018, e o Canadá é o país que o Brasil mais investiu no mundo, principalmente na mineração, e os canadenses também tem grandes investimentos.